# Estación Trébol
La Estación Trébol es una de las principales estaciones y la segunda más grande del eje sur del Transmetro de la Ciudad de Guatemala. Está ubicada estratégicamente en la mitad del eje sur, en el sector conocido popularmente como El Trébol.

## Historia
La estación fue inaugurada el 3 de febrero de 2007, siendo esta de la primera línea del Transmetro en inaugurarse, la línea 12 (anteriormente conocida como "eje sur"). En octubre de 2017, Trébol se incorpora a la línea 21 pero esta línea es suspendida tiempo después.
Para el acceso a esta estación fue necesaria la construcción una pasarela peatonal, y un puente adicional (puente gemelo) sobre el Boulevard Liberación, de modo que no se obstruyera y entorpeciera el tránsito proveniente de la Avenida Bolívar y Calzada Aguilar Batres, en dirección norte y sur respectivamente.